# Maestro dell'Altare di Iserlohn
Il Maestro dell'Altare di Iserlohn (fl. XV secolo) è stato un pittore anonimo tedesco attivo in Vestfalia nel secondo terzo del XV secolo.

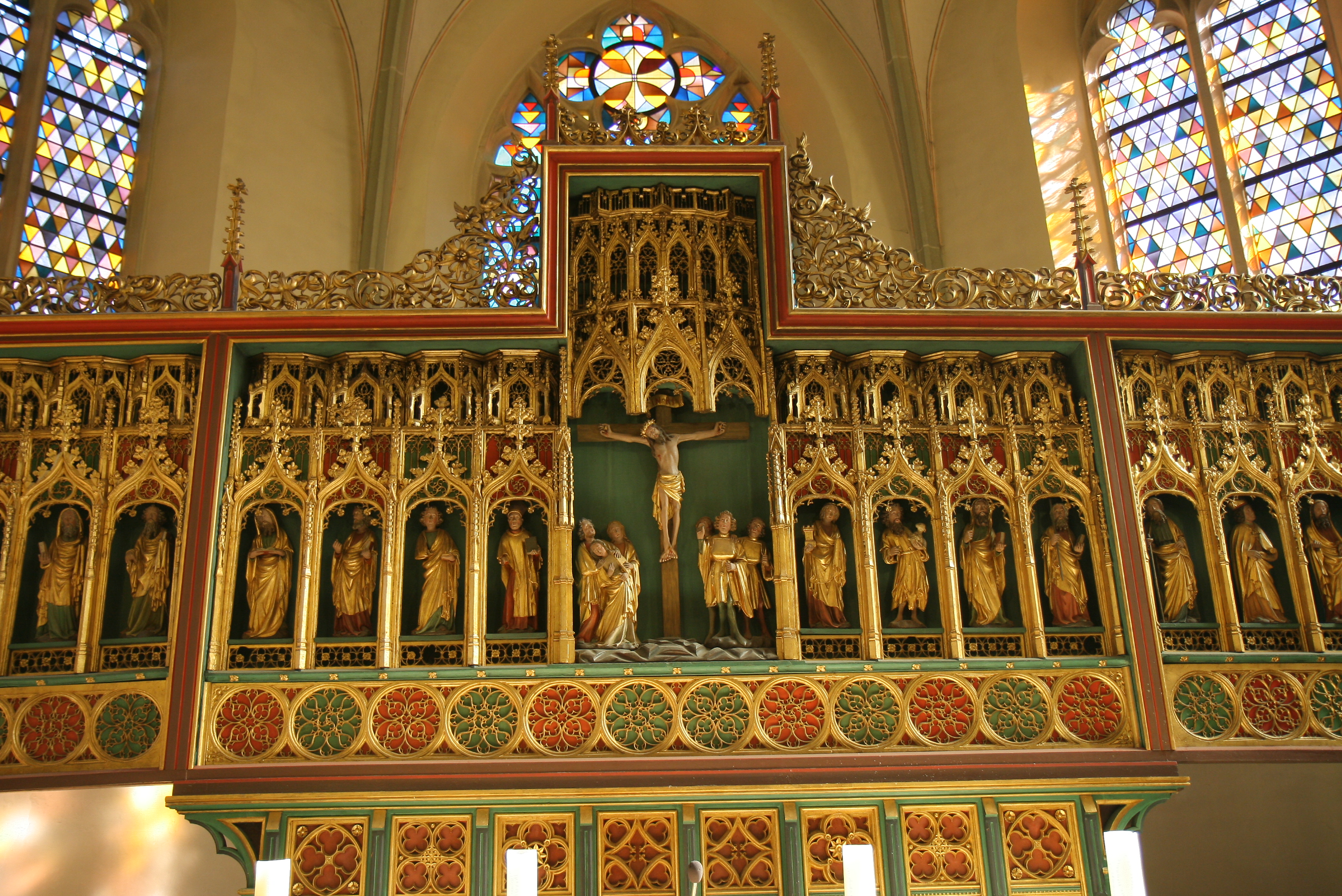
l'Altare

L'anonimo artista tedesco, influenzato da Robert Campin, deve il suo nome alle portelle esterne di un altare scolpito per la Marienkirche di Iserlohn, con ad otto scene della Vita della Vergine.
All'anonimo viene anche attribuita la Madonna col Bambino del Westfälisches Landesmuseum di Münster, e dubitativamente il Filtro amoroso di Lipsia.